# Ivana Petričević
Ivana Petričević je Generalni direktor za koordinaciju programa pomoći EU u Ministarstvu vanjskih poslova i evropskih integracija Crne Gore. Rođena je 20. marta 1974. godine u Podgorici, gdje je završila osnovnu i srednju školu. Diplomirala je na Filozofskom fakultetu u Beogradu, Odsjek za andragogiju.

## Karijera
U periodu 2000-2001. godine radila je na implementaciji Projekta Evropske komisije "OBNOVA: program reforme sektora obrazovanja u Crnoj Gori". Tokom 2002. godine radila je na projektu Evropske agencije za rekonstrukciju "Tehnička podrška Ministarstvu prosvjete i nauke". U periodu 2002-2003. godine radila je na implementaciji Projekta Evropske agencije za rekonstrukciju: "Tehnička podrška – Stručno obrazovanje i obuka u Crnoj Gori".
U periodu 2003-2010. godine u Ministarstvu prosvjete i nauke obavljala je poslove koordinacije donatorske podrške procesu reforme obrazovanja u Crnoj Gori. U okviru procesa pripreme odgovora na pitanja iz Upitnika Evropske komisije bila je koordinator za pripremu odgovora za Poglavlje 26: Obrazovanje i kultura. Obavljala je dužnost Visokog programskog službenika za sektor obrazovanja. Bila je Koordinator projekta "Reforma obrazovanja u Crnoj Gori", čija je realizacija bila finansirana iz sredstava Kredita Svjetske banke i koordinator projekta "Nacionalni okvir kvalifikacija i obezbjeđivanje kvaliteta u obrazovanju", čija se realizacija finansira iz sredstava Instrumenta pretpristupne pomoći IPA 07.
Do 22. aprila 2010. godine obavljala je funkciju savjetnika ministra prosvjete i nauke za međunarodnu saradnju i evropske integracije, kada je imenovana za savjetnika potpredsjednika Vlade za međunarodnu ekonomsku saradnju.
Od decembra 2010. godine do decembra 2012. godine bila je savjetnica predsjednika Vlade Crne Gore za međunarodnu ekonomsku saradnju i strukturne reforme.
U decembru 2012. godine imenovana je za generalnog direktora za koordinaciju programa pomoći EU u Ministarstvu vanjskih poslova i evropskih integracija
Koautor je više dokumenata i izvještaja, među kojima: "Strateški plan reforme obrazovanja za period 2003-2004." (Ministarstvo prosvjete i nauke Crne Gore), "Obrazovna politika za učenike u riziku i učenike sa teškoćama u jugoistočnoj Evropi - Poglavlje 7: Crna Gora", (OECD), "Nacionalni izvještaj o rezultatima PISA 2006 testiranja u Crnoj Gori" (Ministarstvo prosvjete i nauke Crne Gore i Institut za otvoreno društvo – Predstavništvo Crna Gora), "Unapređenje obrazovanja Roma u Crnoj Gori" (Romski obrazovni fond), "Izvještaj o završetku implementacije kredita Svjetske banke za reformu obrazovanja u Srbiji – uticaj političkih promjena na implementaciju projekta i postignuća u okviru komponente Evaluacija i procjena" (Svjetska banka), itd.
Učestvovala je na većem broju konferencija, seminara i skupova.
Tečno govori engleski jezik, služi se ruskim i italijanskim jezikom.